# 막스 레거
요한 밥티스트 요제프 막시밀리안 레거(Johann Baptist Joseph Maximilian Reger, 1873년 3월 19일 ~ 1916년 5월 11일)는 독일의 낭만주의 음악 작곡가, 오르가니스트, 피아니스트이자 음악 교육가이다.

## 생애
바이에른에서 태어나 비스바덴에서 음악을 공부하고 1886년부터 1889년까지 바이덴의 카톨릭 교회 오르가니스트로 있은 후, 1890년에는 음악학자 리만에게 사사하였다. 요한 제바스티안 바흐나 요하네스 브람스의 작품을 중심으로 한 엄격한 음악형식을 공부하였는데 이것이 뒤의 작풍에 결정적인 영향을 미쳤다. 1901년, 뮌헨에서 본격적인 창작활동을 시작하였다. 독자적 작풍을 확립한 것도 이 무렵이다. 신독일파의 세찬 비판을 받았으나 지지자는 점차로 증가하고, 1905년부터 2년간 그 곳의 음악학교에서 작곡법을 강의하며, 합창지휘자도 겸하였다. 1907년에 라이프치히로 초빙되어, 그 곳 대학의 음악학부 학장, 음악원의 작곡과 교사로 일하였다. 이 때 가르친 사람으로는 조세프 하스와 조지 셀이 있다. 1911년 한스 폰 뷜로의 후계자로서 마이닝겐의 궁정악장을 지냈고, 1914년 오케스트라가 해체되고 나서 거처를 예나로 옮겼다. 호르몬 이상으로 인한 폭식증을 평생 앓았으며 이로 인해 비만으로 인한 각종 합병증에 시달렸다. 1916년 라이프치히에서 여행중에 심장마비로 43세의 일생을 마쳤다.

## 작품
레거는 엄격한 음악구성을 수단으로 하여 절대음악의 영역에 작품을 남겼다. 그의 음악은 순독일적 고전주의에 투철하였지만, 화성에서는 리하르트 바그너의 반음계적 수법의 영향도 나타난다. 매우 많은 작품을 남겼고, 그 중에서 《BACH 주제에 의한 환상곡과 푸가》 등의 오르간곡이 가장 유명하다. 관현악곡에서는  《힐러의 주제에 의한 변주곡과 푸가》, 《모차르트의 주제에 의한 변주곡과 푸가》등이 유명하며, 몇 편의 가곡도 애호되고 있다. 작품 대부분이 푸가나 변주곡이며, 그의 가장 유명한 작품 중 하나인 《모차르트의 주제에 의한 변주곡과 푸가》(모차르트의 피아노 소나타 11번의 주제에 의거함)도 이에 속한다. 이외에도 오페라를 제외한 거의 모든 형식의 음악을 썼다.
레거는 자신의 음악이 루트비히 판 베토벤과 요하네스 브람스의 전통을 계승하는 것으로 생각했으며, 프란츠 리스트와 리하르트 바그너의 화성을 확장한 것과 요한 제바스티안 바흐의 복잡한 대위법을 합쳐놓은 구조의 음악을 썼다.

## 관련 논문
- 나주리, 〈막스 레거 〈바흐의 주제에 의한 변주곡과 푸가 op. 81〉의 변주곡 형식과 변주기법〉 《음악논단》 19, 한양대학교 음악연구소, 2005년
- 장유미, 〈《첫 번째 모음곡》(First Suite, Op. 16) 이전과 이후의 막스 레거(Max Reger, 1873-1916): RWA online이 공개한 레거의 편지들을 중심으로〉, 《이화음악논집》 27-4, 이화여자대학교 음악연구소, 2023년